# Amleto (Scarlatti)
Amleto è un'opera o dramma musicale di Domenico Scarlatti, compositore barocco italiano (1685-1757), su libretto di Apostolo Zeno e Pietro Pariati.

## Storia
Non è certo che il libretto fosse basato sulla tragedia shakespeariana Amleto, poiché per quest'opera il drammaturgo inglese aveva attinto a fonti di una lunga storia precedente e diversità di origine, ben note nella sfera culturale europea.
Sfortunatamente della partitura è rimasta attualmente una sola aria, al Conservatorio di Bologna, Italia. Per questo motivo si può solo dedurre che il suo stile sia simile a quello prevalente all'epoca.

## Autori che affrontano lo stesso argomento
Con lo stesso titolo (o simili, per variante grafica), sono presenti lavori operistici degli italiani Saverio Mercadante (1822) e Franco Faccio (1865), del francese Ambroise Thomas (1868) e del britannico Humphrey Searle (1968).